# ليه بارنهارت
ليه بارنهارت (بالإنجليزية: Les Barnhart)‏ هو لاعب كرة قاعدة أمريكي، ولد في 23 فبراير 1905 في هوكسي في الولايات المتحدة، وتوفي في 7 أكتوبر 1971 في سكوتسديل في الولايات المتحدة.

## وصلات خارجية
- ليه بارنهارت على موقعبيزبول رفرنس.كوم (الدوري الرئيسي) (الإنجليزية)